# Parainfluenza
Parinfluenza, vírus paragripal ou síndrome paragripal é a designação comum dada simultaneamente ao grupo viral conhecido por vírus da parainfluenza humana (VPH ou HPIV, acrónimo de human parainfluenza viruses, a designação em inglês) e aos seus efeitos sobre a saúde humana. Estes vírus são a segunda causa mais comum de infecção do tracto respiratório inferior em bebés e em crianças muito jovens, representando no seu conjunto cerca de 75% das causas de laringotraqueobronquite (croup) naquele grupo etário.

## Descrição e significância clínica
Os HPIVs foram isolados pela primeira vez em 1956, sendo hoje identificados como vírus de RNA de cadeia simples pertencentes à família dos paramyxovirus (Paramyxoviridae). São actualmente conhecidos quatro serotipos distintos destes paramixovirus, com de 100 e 200 nanómetros de comprimento máximo, com um diâmetro de nucleocapsídeo de 18 nm. Apresentam um invólucro de glicoproteínas do tipo HN, com actividade de hemaglutinina e neuraminidase, e do tipo F, com actividade hemolítica e de fusão celular.
Os HPIVs podem ser detectados por cultura de células, microscopia de imunofluorescência e reacção em cadeia da polimerase (PCR), sendo que esta última técnica é rotineiramente utilizada na sua análise clínica.
Apesar de serem comuns os casos de laringotraqueobronquite causados por estes vírus, podendo atingir cerca de 75% dos casos registados em bebés e crianças de tenra idade, não está disponível no mercado farmacêutico qualquer vacina contra a infecção, embora esteja em curso investigação com esse objectivo.
Os vírus da parainflenza também afectam crianças mais velhas e adultos, não sendo raras as infecções repetidas. Os sintomas de infecções tardias e repetidas incluem inflamação do tracto respiratório superior, muito semelhante à constipação comum, por vezes acompanhada por inflamação e dor de garganta.
O período de incubação das afecções originadas por qualquer dos quatro serotipos é de 1 a 7 dias. Em pessoas que sofram de imunossupressão, tais como doentes com sida e receptores do transplante de órgãos ou tecidos, os vírus da parainfluenza podem originar pneumonia severa, frequentemente fatal.
Os paramixovirus produzem infecções respiratórias frequentes e de gravidade variável, que depende do tipo de vírus, da idade do paciente e de ser uma primoinfecção ou uma reinfecção. As tipologias mais comuns são:
- Infecções do tracto respiratório superior — são as infecções mais frequentemente produzidas pelos vírus da parainfluenza de qualquer serotipo e ocorrem tanto como primoinfecção como em situações de reinfecção, ocorrendo na infância, mas sobretudo em adultos. Os sintomas incluem a sinusite, a rinite, a faringite e a bronquite, ou combinações de todas essas afecções (rinosinusites, rinofaringites e outras), e processos febris sem localização anatómica. Correspondem ao típico catarro comum ou constipação, sendo em geral infecções de bom prognóstico, de gravidade leve e que se curam espontaneamente ao cabo de alguns dias. Em consequência, o seu tratamento é dirigido para a mitigação dos sintomas, e não requerem tratamento com antibióticos, como aliás ocorre com a maioria das infecções virais.
- Infecções do tracto respiratório inferior — os vírus parainfluenza são responsáveis por cerca de 20% destas graves infecções, sobretudo em crianças em casos de primo-infecção. Os sintomas correspondem a:

1. Crup ou laringotraqueíte obstructiva — produzido por todos os serotipos, sobretudo os dos tipos 1 e 2, sendo responsáveis por 50% destas patologias; ocorrem em crianças pequenas, geralmente menores de um ano de idade;
2. Bronquiolite  e  pneumonia — são pouco frequentes, ocorrem em crianças pequenas, menores de seis meses, e são produzidos sobretudo pelo serotipo 3.

Os vírus da parainfluenza apenas sobrevivem algumas horas no ambiente externo e são facilmente inactivados por sabão e água.

## Serotipos
São conhecidos quatro serotipos de vírus da parainfluenza, cujas relações antigénicas entre si, com o vírus da parotidite e com outros paramixovirus animais permitem determinar os seguintes agrupamentos:
- Virus parainfluenza tipo 1 ou HPIV-1 — a causa mais comum de croup e típico nas afecções do tracto respiratório; este serotipo está relacionado com o paramixovirus Sendai, que produz infecções em ratos e porcos;
- Virus parainfluenza tipo 2 ou HPIV-2 — causa croup e outras doenças do tracto respiratório superior e inferior; está relacionado com os vírus SV-5 e SV-41 e com o vírus da parotidite, produzindo infecções em macacos;
- Virus parainfluenza tipo 3 ou HPIV-3 — associado à bronquiolite e à pneumonia em humanos; está relacionado com o vírus SF-4 e produz infecções em bovinos;
- Virus parainfluenza tipo 4 ou HPIV-4 — inclui os subtipos 4a e 4b.